# 베포 레비
베포 레비(이탈리아어: Beppo Levi, 1875년 5월 14일 - 1961년 8월 28일)는 유대계 이탈리아계 아르헨티나인 수학자이자 교육학자이다.

## 생애

### 이탈리아 시절
레비는 토리노 대학교를 졸업하고 동 대학원에서 21세에 수학 박사 학위를 취득하였다. 3년 후, 레비는 동 대학의 조교수로 임명되었으며, 곧 정교수가 되었다. 1901년에는 피아센차 대학교의 교수가 되었고, 1906년에는 칼리아리 대학교, 1910년에는 파르마 대학교, 최종적으로 1928년에는 볼로냐 대학교의 교수가 되었다. 그러나 그 무렵 베니토 무솔리니의 집권으로 인해 이탈리아에 반유대주의 정서가 강화되어 갔고, 결국 레비는 볼로냐 대학교에서 쫓겨나 아르헨티나로 이민을 가야 했다.

### 아르헨티나에서의 삶
레비가 아르헨티나행을 택한 것은 로사리오의 국립 연안대학교 자연과학부 학과장을 맡고 있던 코르테스 플라(Cortés Plá)의 초대 덕분이었다. 플라는 레비를 로사리오로 불러서 최근에 설립한 수학연구소(Instituto de Matemática)의 소장을 맡겼다. 레비는 1939년부터 1961년 죽을 때까지의 업적 대부분을 이곳에서 연구하면서 남기게 된다.
로사리오에 살면서 레비는 루이스 산탈로, 시몬 루빈스테인(Simón Rubinstein), 후안 올긴(Juan Olguín), 엔리케 페라리(Enrique Ferrari) 등이 있는 수학자 그룹에 끼게 되었다. 1940년 레비는 아르헨티나 최초의 수학 저널 《수학 노트》(라틴어: Mathematicae Notae)를 창간하였고, 1956년에는 이탈리아의 안토니오 펠트리넬리 상을 받았다. 그 후에도 아르헨티나 생활을 계속하던 레비는 1961년 로사리오에서 죽었다.

## 업적
레비는 수학자로서는 실해석학에서 르베그 적분을 이용할 경우에 급수와 적분의 교환 가능성을 증명한 레비의 정리로 유명하다. 이 외에 타원곡선을 분류하는 문제나 대수 곡선 · 대수 곡면의 문제에 기여하기도 하였다. 다양한 저술 활동을 펼쳐 철학, 물리학, 역사 등에 대한 글도 남겼다. 레비는 볼로냐 과학 아카데미 및 아카데미아 데이 린체이(이탈리아어: Accademia dei Lincei)의 회원이었다.

## 참고 문헌
- Viola, Tullio (1961). “Necrologio di Beppo Levi”. 《Bollettino della Unione Matematica Italiana, Serie 3》 (이탈리아어) 16 (4): 513–516.
- Schappacher, Norbert; René Schoof (1996년 3월). “Beppo Levi and the arithmetic of elliptic curves” (PDF). 《The Mathematical Intelligencer》 (영어) 18 (1): 57–69. doi:10.1007/BF03024818. ISSN 0343-6993. MR 1381581. Zbl 0849.01036.
- Levi, Beppo (1999). 《Opere di Beppo Levi 1897–1926. I: 1897-1906》. Bologna: Edizioni Cremonese, Unione Matematica Italiana. Zbl 1054.01520.
- Levi, Beppo (1999). 《Opere di Beppo Levi 1897–1926. II: 1907-1926》. Bologna: Edizioni Cremonese, Unione Matematica Italiana. Zbl 1054.01521.
  - Coen, Salvatore (1999). 〈Beppo Levi: una biografia〉. 《Opere di Beppo Levi 1897–1926. I: 1897-1906》 (이탈리아어). Bologna: Edizioni Cremonese, Unione Matematica Italiana. Zbl 1054.01520.